# IC 563
IC 563 — галактика типу SBab/P у сузір'ї Секстант.
Цей об'єкт міститься в оригінальній редакції індексного каталогу.